# لويز إليوت
لويز إليوت (بالإنجليزية: Louise Elliott)‏ هي صحفية ومذيعة بريطانية، ولدت في 1969 في أشينغتون ‏ في المملكة المتحدة.